# In Your Own Time
In Your Own Time è il secondo album da solista di Mark Owen, membro della pop band inglese dei Take That, uscito nel 2003.
L'album è composto da tredici brani, i più noti dei quali sono Alone Without You, How Do You Love e Four Minute Warning, la quale è stata arrangiata insieme a Gary Barlow.

## Tracce
1. Four Minute Warning
2. Gravity
3. Alone Without You
4. Head in the Clouds
5. Kill with Your Smile
6. Close to the Edge
7. How Do You Love
8. Pieces of Heaven
9. Turn the Light On
10. Crush
11. Baby I'm No Good
12. If You Weren't Leaving Me
13. My Life